# Polonistik
Polonistik ist die  wissenschaftliche Beschäftigung mit der polnischen Sprache und polnischen Literatur (auch: polnische Philologie) sowie im weiteren Sinne auch der modernen Kulturwissenschaften, die sich mit der polnischen Nation, ihrer Geschichte und Landeskunde beschäftigen.
Sie ist in Deutschland und Österreich wenig sichtbar und kaum im gesellschaftlichen Bewusstsein vorhanden. Polonistik kann man an verschiedenen Universitäten studieren. Das Fach wird häufig als Schwerpunkt innerhalb von Studiengängen der Slawistik oder Westslawistik angeboten, kann aber auch als eigenes Fach im Rahmen eines Zwei-Fach-Bachelors absolviert werden. Daneben kann Polonistik bzw. Polnisch auch als Nebenfach in anderen Bachelorstudiengängen sowie im Rahmen von Lehramtsstudiengängen studiert werden.
Polonistik kann als Schwerpunkt z. B. in folgenden Studiengängen gewählt werden:
- Slawische Kulturwissenschaft
- Slawische Literaturwissenschaft
- Slawische Philologie
- Slawische Sprachen Literaturen und Translation
- Slawische Sprachwissenschaft
- Slawistik (Schreibweise auch: Slavistik)
- Westslawistik[1]

## Berufsaussichten
Polonisten erforschen die Sprache, Literatur und Kultur Polens und setzen ihre Kenntnisse auch ein, um kulturelle und wirtschaftliche Beziehungen mit Polen auf- oder auszubauen. Arbeitsplätze finden Polonisten in Forschung und Lehre an Hochschulen und in Forschungsinstituten, in Verlagen, in Bibliotheken und Archiven, bei Radio- und Fernsehsendern, in der Erwachsenenbildung oder bei Übersetzungsdiensten. Darüber hinaus bieten sich weitere Beschäftigungsmöglichkeiten bei Reiseveranstaltern, in der öffentlichen Verwaltung oder in der Unternehmensberatung.
Die Dauer des Studiums bis zum Bachelorabschluss beträgt mindestens 6 und höchstens 8 Semester.
Kombinationsmöglichkeiten der Polonistik sind:
- Kombinationsstudiengang mit Geschichts- und Kulturwissenschaften
- Polonistik und Wirtschaft

## Bekannte Polonisten
- Karol Józef Wojtyła (1920–2005), der spätere Papst Johannes Paul II, studierte Polonistik an der Jagellonischen Universität Krakau, verfasste damals zahlreiche Gedichte, Theaterstücke und Prosa
- Ulrich von Wilamowitz-Moellendorff (1848–1931), Klassischer Philologe
- Grzegorz Krajewski
- Tadeusz Stefan Zielinski (1859–1944), Klassischer Philologe

## Polonistik im deutschsprachigen Raum

### Deutschland
In Deutschland wird das Studienfach Polonistik u. a. an folgenden Universitäten angeboten:
- Johannes Gutenberg-Universität Mainz[3]
- Universität Potsdam[4]
- Universität Regensburg (Partner der Universität Łódź und Universität Krakau)[5]
- Christian-Albrechts-Universität zu Kiel[6]
- Friedrich-Schiller-Universität Jena und Martin-Luther-Universität Halle-Wittenberg[7][8]
- Justus-Liebig-Universität Gießen[9]
- Universität Leipzig[10][11]

Unmittelbar an der deutsch-polnischen Grenze bietet das Collegium Polonicum in Słubice (gemeinsame Einrichtung der Europa-Universität Viadrina Frankfurt (Oder) und der Adam-Mickiewicz-Universität Posen) Studiengänge in polnischer Sprache und Kultur bzw. Polnisch als Fremdsprache an.

### Österreich
In Österreich kann man an folgenden Instituten Kenntnisse im Bereich der Polonistik erwerben:
- Universität Wien[14] und Institut für Dolmetscherausbildung[15]
- Universität Salzburg[16][17]

### Schweiz
In der Schweiz gibt es an zwei slawistischen Instituten die Möglichkeit, Polonistik zu studieren:
- Die Universität Freiburg[18] hat einen Lehrstuhl für Slavische Sprachen und Literaturen und befasst sich gleichermaßen mit Russistik (russische Literatur des 18., 19. und 20. Jahrhunderts) und Polonistik (alle Perioden der polnischen Literaturgeschichte). Freiburg hat ständige Kontakte mit den Universitäten Warschau, Krakau und Danzig sowie mit dem Institut für Literaturwissenschaft der Polnischen Akademie der Wissenschaften, Warschau.[19]
- Die Universität Zürich[20] setzt ihre Schwerpunkte in sprach- und literaturwissenschaftlicher Russistik sowie Polonistik und Bohemistik. Sie verfügt über eine Professur für slawische Sprachwissenschaft, eine Professur für Literaturwissenschaft sowie einen Extraordinarius für westslavistische und russistische Literaturwissenschaft. Sie hat ein Kooperationsabkommen u. a. mit Warschau.[19]